# Rutilia pellucens
Rutilia pellucens là một loài ruồi trong họ Tachinidae.